# Le vergini delle rocce
Le vergini delle rocce è un romanzo scritto nel 1895 da Gabriele D'Annunzio.
Dopo aver pubblicato Il piacere, Il trionfo della morte, Giovanni Episcopo e L'innocente, D'Annunzio entra in contatto con l'opera di Nietzsche, da cui rimane profondamente segnato. Ne Il trionfo della morte si avvertono già alcuni significativi riferimenti al pensiero del grande filosofo tedesco, ma sarà solo con Le vergini delle rocce che l'acquisizione di Nietzsche, come suggestione e stimolo letterari, si farà più lucida e consapevole. Nel dare vita alla figura del protagonista del romanzo, il Vate si ispira infatti al Superuomo.
Le vergini delle rocce, inizialmente pubblicato a puntate sul Convito, doveva costituire il primo libro di un ciclo (I romanzi del giglio) che D'Annunzio avrebbe poi rinunciato a completare, nonostante avesse già abbozzato i temi conduttori delle altre due opere progettate i cui titoli sarebbero stati: La grazia e L'annunciazione (seguiti da un breve Epilogo). È possibile che gli ultimi due romanzi della trilogia non videro mai la luce, come ha acutamente osservato Giansiro Ferrata, per l'impossibilità dello scrittore di discostarsi dal tema della paternità, tema probabilmente infido e sospetto per D'Annunzio, unitamente alla difficoltà «…di rinnovare nel secondo e terzo volume i modi e l'intensità di stile che sostengono o innalzano il primo…».

## Trama

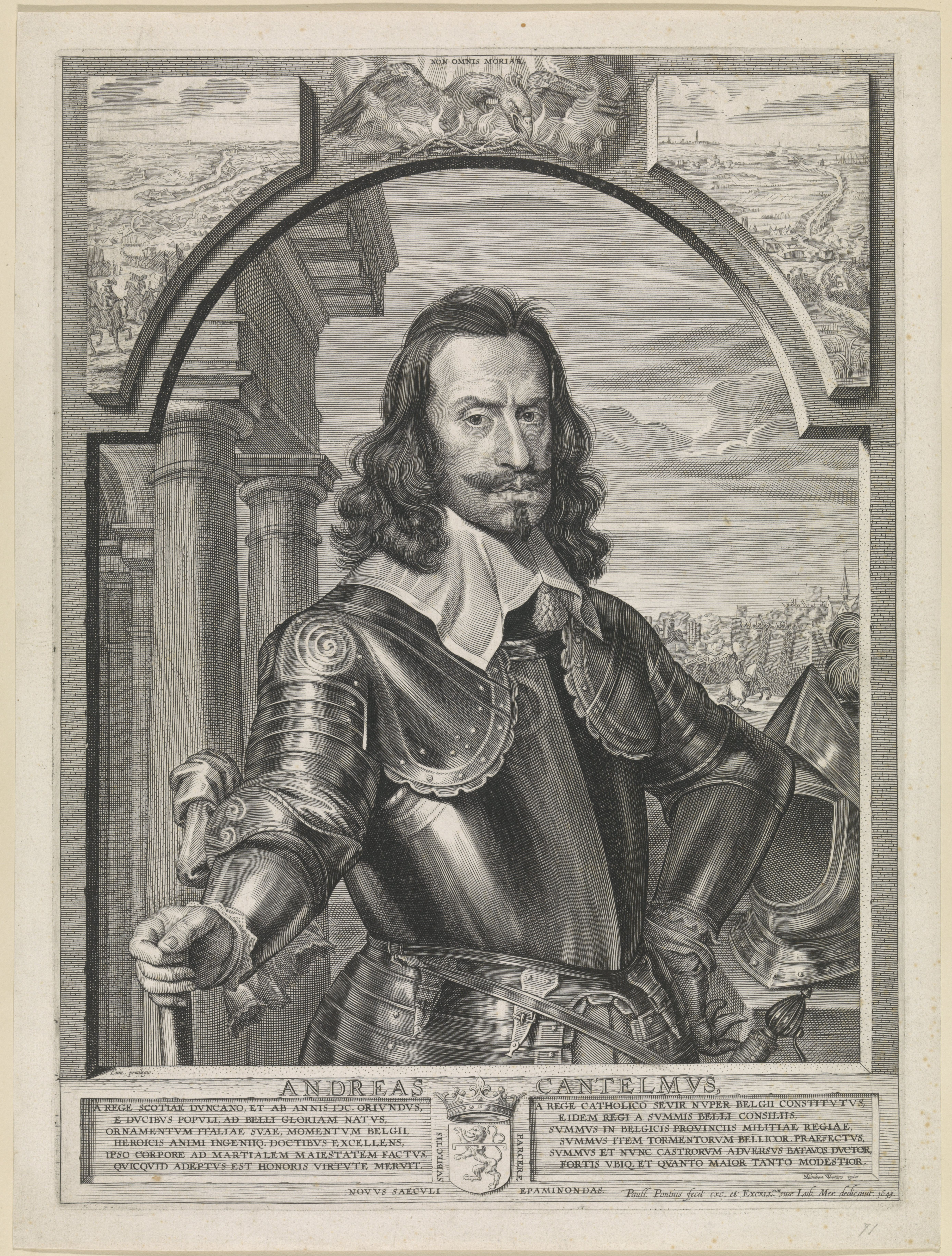
Ritratto di Andrea Cantelmo, menzionato nel romanzo come un antenato di Claudio Cantelmo

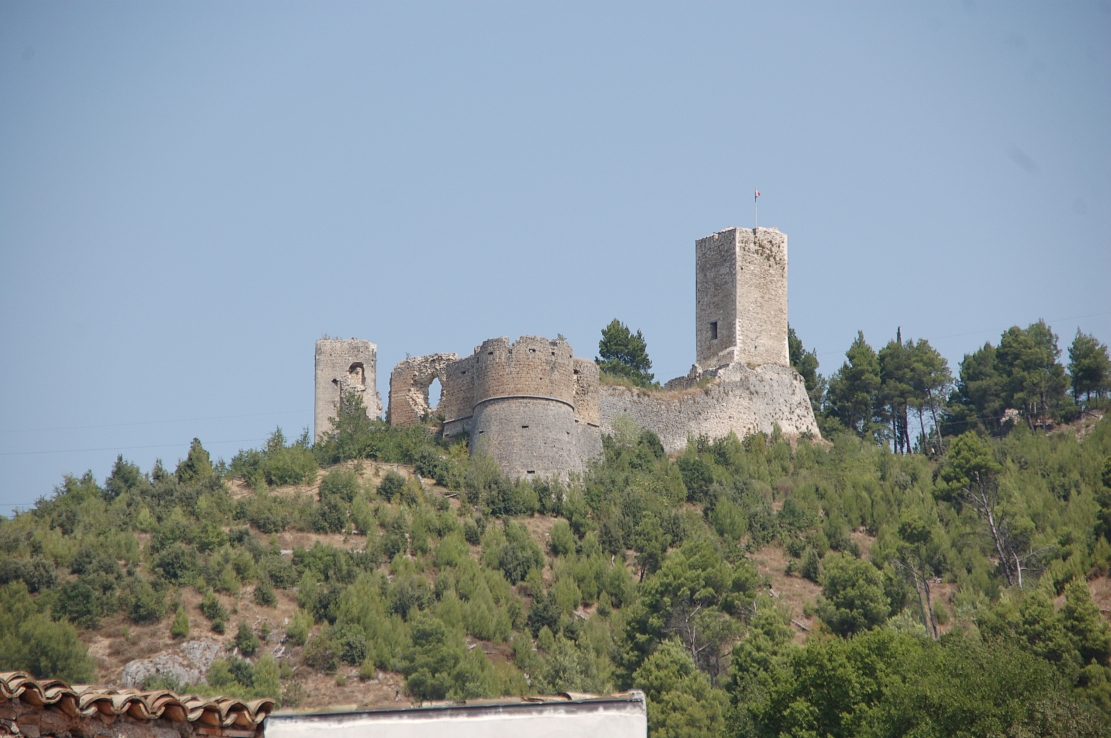
Castello Cantelmo di Popoli, ispirazione del palazzo nel romanzo

Il romanzo si divide in tre libri, preceduti da un prologo, in cui le tre sorelle Violante,  Anatolia e Massimilla, in un soliloquio interiore,  manifestano la loro natura in rapporto al desiderio di un "dominatore".
Claudio Cantelmo è un nobile di Roma, ed è l'ultimo discendente di una nobile e antica famiglia, i Cantelmo, che in passato ha dato all'Italia condottieri e politici prestigiosi. 
Il primo libro è un soliloquio del protagonista, che ricorda i fari della famiglia, e ammira con rimpianto il ritratto del suo avo Andrea Cantelmo di Pettorano, prendendolo a modello.
Il ricordo di costoro unitamente al rigetto dei valori borghesi della società borghese del nuovo Regno d'Italia, in cui è costretto a vivere, lo portano a concepire l'idea di generare un erede degno di tali illustri antenati, mediante l'unione con una nobildonna di pari rango. Il rampollo dovrà portare a compimento l'«ideal tipo latino», imponendosi sulle plebi con la forza della volontà dominatrice e con gli attributi caratteriali e intellettuali che hanno fatto in passato la grandezza sia della famiglia paterna che materna.
Il protagonista vuole pertanto generare una sorta di superuomo che riassuma in sé le caratteristiche più alte delle due stirpi da cui proviene. Restaurati i valori aristocratici di un tempo potrà porsi alla guida del suo popolo e condurlo verso mete sempre più alte, divenendo egli stesso un novello "re di Roma". 
Inizia il secondo libro. Abbandonata la corrotta capitale d'Italia, Claudio si trasferisce in un'appartata e indefinita località dell'ex Regno delle due Sicilie, di nome Trigento nella valle del Saurgo (molto probabilmente D'Annunzio si ispirò a Popoli nella valle del Pescara) dove ha trascorso l'infanzia e dove riallaccia i rapporti con la nobile famiglia del posto, anche se decaduta: i principi Capece-Montaga, che vivono in un palazzo in sfacelo, nel culto ossessivo del passato borbonico, e con due dei loro membri sconvolti dalla follia, cioè la principessa Aldoina madre delle sorelle, e Antonello, fratello gemello di Oddo, custode della casa.
Claudio si sente subito attratto dalle tre figlie del principe Luzio Capece-Montaga: Violante, la maggiore, bella, altera, sensuale; Massimilla, pura e sensibile, ma in procinto di prendere i voti da clarissa; Anatolia, depositaria dei valori familiari che con abnegazione si occupa della madre demente Aldoina e del fratello, Antonello, psichicamente instabile e perturbato.
Il protagonista è consapevole che una delle tre sorelle sarà la madre dell'erede intellettualmente superdotato che egli desidera generare, ma non sa decidersi: ognuna di esse possiede infatti virtù e caratteristiche uniche che potrebbero essere trasmesse alla discendenza. Il secondo libro si svolge nell'arco di una giornata, quella del ventesimo anniversario della presa di Gaeta e della caduta del Regno delle Due Sicilie, segno funesto per gli intenti di Claudio. Il giovane visita il palazzo antico, rimane inebriato dall'incantevole giardino con la fontana a giochi d'acqua e le sculture con frasi latine sibilline, e cerca di intrattenersi con Violante, scoprendo la sua malattia per i profumi. Ciò gli provoca profondo rammarico, perché la ritiene la sua compagna ideale per la procreazione dell'Erede della Terza Roma.
Nel terzo libro Claudio si fa nominare simbolicamente dal principe Luzio l'erede "vero" dei Cantelmo, figlio degno di Gian Paolo suo avo. Ricordano insieme i fasti della famiglia, i membri più illustri e le loro imprese storiche, e Claudio arriva a formulare la sua scelta di dare l'Erede a Roma, una entità "Unica" che porterà l'Italia a nuove glorie.
Nel frattempo scopre che Massimilla si vuole fare monaca per un fatto tragico accaduto anni fa, nonostante Claudio provi a dissuaderla con esempi di voluttà e amore arbitrariamente interpretati circa il rapporto d'amore tra San Francesco e Santa Chiara. Il momento per la dichiarazione ufficiale di Claudio a una delle sorelle arriva quando decidono di visitare l'ex feudo in rovina di Rebursa, con la cappella diroccata di famiglia. Usciti dalla chiesa, i quattro con Antonello attraversano il fiume.
Alla fine, la scelta cade su Anatolia, che non senza rammarico rifiuterà la proposta di matrimonio, fattale da Claudio mentre accendono la roccia che sorregge il castello dei Cantelmo, per poter continuare ad assistere la vecchia madre demente, il fratello psicolabile e il vecchio padre. Anatolia stessa, tuttavia, spinge Claudio a prendere in considerazione, come futura consorte, sua sorella Violante, non solo perché è la primogenita, ma anche perché degna del suo amore. 
Non ci è dato sapere se Claudio, seguendo il suggerimento di Anatolia, sceglierà Violante, anche perché Qui finisce il libro delle vergini e incomincia il libro della Grazia. Lo snodo della vicenda, infatti, avrebbe dovuto aver luogo nel secondo romanzo della trilogia progettata da D'Annunzio e mai portata a compimento.

## Il superuomo dannunziano
Le Vergini delle Rocce è l'opera in cui, più di tutte, è trasfigurata la scoperta di Friedrich Nietzsche da parte del poeta abruzzese: il superomismo e il radicalismo aristocratico del protagonista riflettono le pagine del filosofo tedesco, così come l'obiettivo di dare luce a un «nuovo tipo d'uomo» di razza nobile che possa sovvertire la decadenza dell'ordine borghese-democratico. 
Le influenze nietzscheane sono altresì accompagnate e mescolate ad altre suggestioni filosofiche-estetiche che a quei tempi avevano orientato D'Annunzio sul piano ideale. D'altra parte l'autore in nessun momento utilizza il termine di superuomo in questa o in altre sue creazioni né tantomeno ha mai avuto la pretesa di farsi interprete integrale del pensiero di Nietzsche.
Ad ogni modo, oltre ad essere il libro di D'Annunzio più influenzato dal pensatore tedesco, si tratta anche dell'opera più politica del Vate in ambito letterario. 
Claudio Cantelmo, esponente di una famiglia patrizia, è un antiborghese e manifesta un'avversione violenta ai princìpi democratici ed egualitari. Acceso è anche il tono antiparlamentare, tanto che i parlamentari sono definiti stallieri della Gran Bestia : «Le vostre risa frenetiche salgano fino al cielo, quando udite gli stallieri della Gran Bestia vociferare nell'assemblea». La nuova oligarchia formata da aristocratici e poeti non dovrà lasciarsi illudere dai rappresentanti del popolo: «Proclamate e dimostrate per la gloria dell'Intelligenza che le loro dicerie non sono men basse di quei suoni sconci con cui il villano manda fuori per la bocca il vento dal suo stomaco rimpinzato di legumi». E i poeti con la forza del loro Verbo distruggeranno la meschinità borghese che a sua volta distrugge la Bellezza. La parola poetica Verbo è infatti divina: «Non disperate, essendo pochi. Voi possedete la suprema scienza e la suprema forza del mondo: Il Verbo. Un ordine di parole può vincere d'efficacia micidiale una formula chimica. Opponete risolutamente la distruzione alla distruzione».
È l'arte che ne Le vergini delle rocce « [...] si presenta come strumento di una diversa aristocrazia, elemento costitutivo del vivere inimitabile, suprema affermazione dell'individuo e criterio fondamentale di ogni atto»"

## Poesia e stile
Le vergini delle rocce in misura ben più accentuata dei precedenti romanzi di D'Annunzio, si conforma come un vero e proprio poema in prosa con una trama chiaramente subordinata alla poesia in essa contenuta e con tutti i personaggi (ad eccezione del protagonista) immersi in una fissità atemporale. La poesia raggiunge forse i suoi momenti più alti nelle descrizioni dei paesaggi e degli ambienti naturali che fanno da cornice alla vicenda, emblematici di un Meridione profondo, in cui la vita sembra concentrarsi in una valle appartata dal mondo e dominata da imponenti pareti rocciose.
Di fondamentale importanza è lo stile oratorio adottato nel testo, elaborato da D'Annunzio in lunghi mesi di lavoro e considerato dal Vate essenziale per il successo del romanzo, sia in Italia che all'estero. A tale proposito sono indicative le raccomandazioni che lo scrittore faceva al suo traduttore francese, Georges Hérelle, in una lettera del gennaio 1895: « [...] ho adoperato uno stile latino, a grandi periodi tutti carichi di incidenti e occorrerà conservare nella traduzione questo carattere un po' oratorio...».